# 의암호
의암호(衣岩湖, Lake Uiam)는 강원특별자치도 춘천시에 위치한 호수이다. 면적은 17km2, 너비는 5 km, 길이는 약 8 km, 유역 면적은 7,709km2, 총 저수 용량은 약 8,000만 톤(ton)이다.

## 개요
1967년, 4만 5000㎾ 용량의 수력 발전을 위한 의암댐의 건설로 인해 북한강과 소양강의 풍부한 수량이 가두어 지면서 인공적으로 생성되었다. 호수는 전체적으로 타원형의 모양을 띠며, 춘천 시가지를 비롯한 주변 자연 환경과 아름답게 조화를 이루어 빼어난 경관을 자랑한다. 의암호 중앙에는 상하중도와 위도, 붕어섬이 떠 있으며 이들은 유원지로 조성되어있다. 특히, 상하중도에는 레고랜드 춘천이 세워졌다.

## 사고
기록적인 폭우로 전국에서 수해가 발생하던 중인 2020년 8월 6일 오전 11시 34분, 춘천시 상부 명령으로 의암호 상부 500m 지점에서 급류 가운데에서 인공 수초섬 고박 작업을 하던 민간 고무보트와 춘천시청 환경감시선, 경찰정 등 선박 3척이 전복되어 탑승자 총 8명 중 5명은 실종됐고, 1명은 숨진 채 발견됐고, 2명은 구조됐다.
2020년 8월 8일 오후 1시 59분경, 등선폭포 인근에서 실종자 경찰관 이모(55) 경위와 민간 업체 직원 김모(47)씨 등 2명이 숨진 채 발견되었다.
2020년 8월 10일 오전 7시 50분경, 춘천시 서면 덕두원리 등선폭포 인근 북한강 변에서 실종자 시신 1구를 추가로 발견했다.
2020년 8월 21일, 사고 발생 16일만에 실종자 춘천시청 기간제 근로자 1명이 숨진 채 발견됐다.

### 의암호 스카이워크

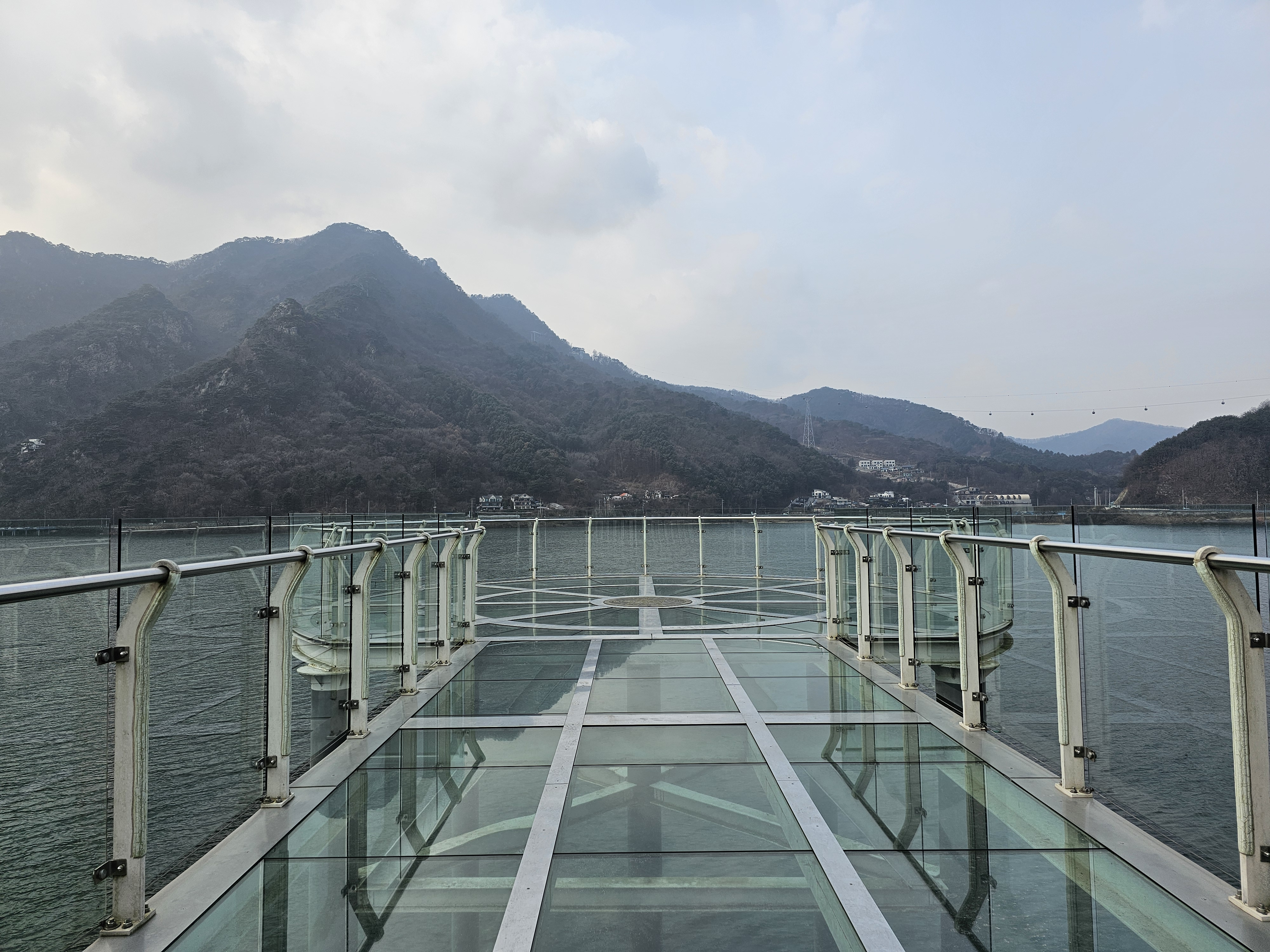
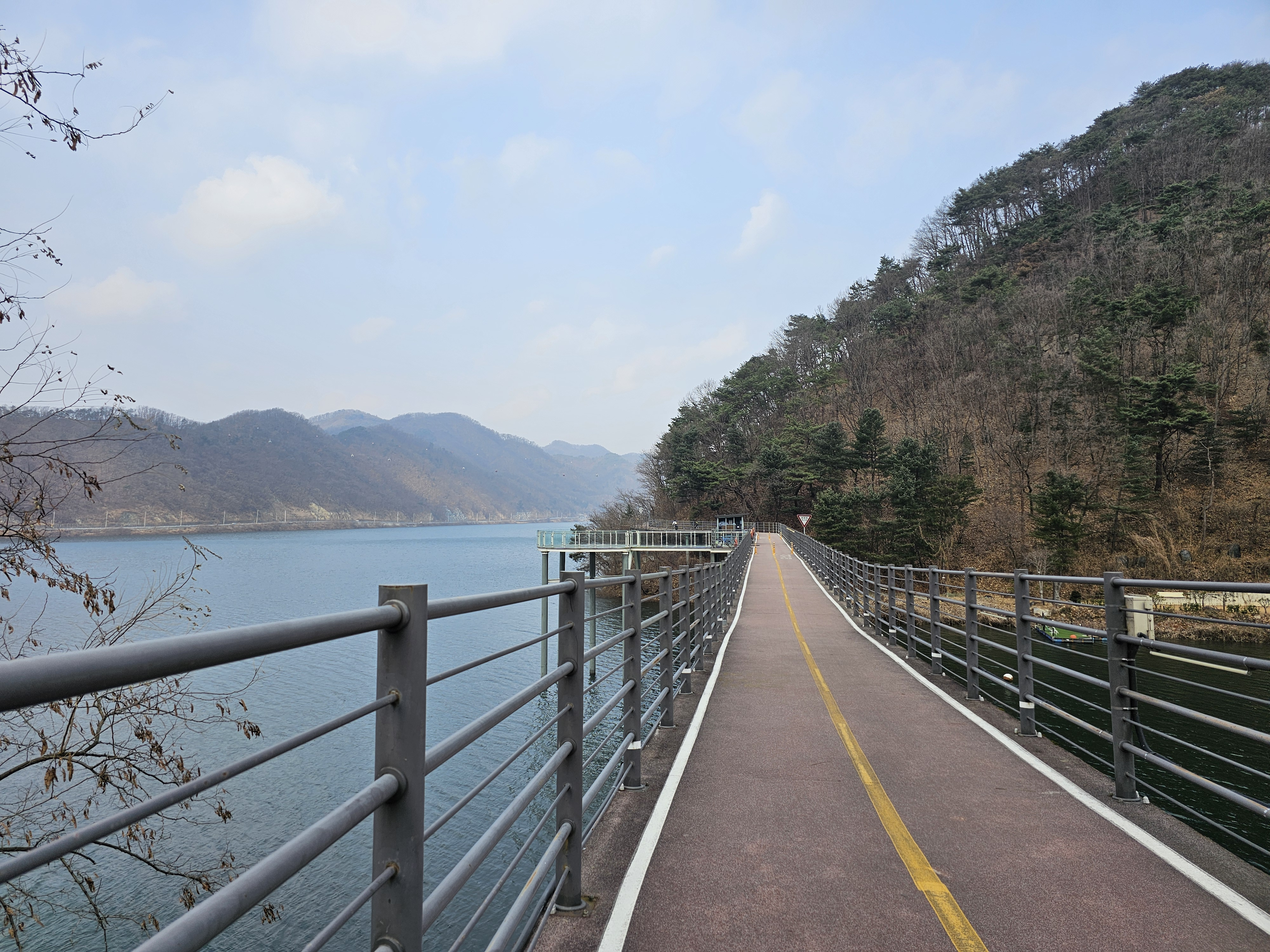
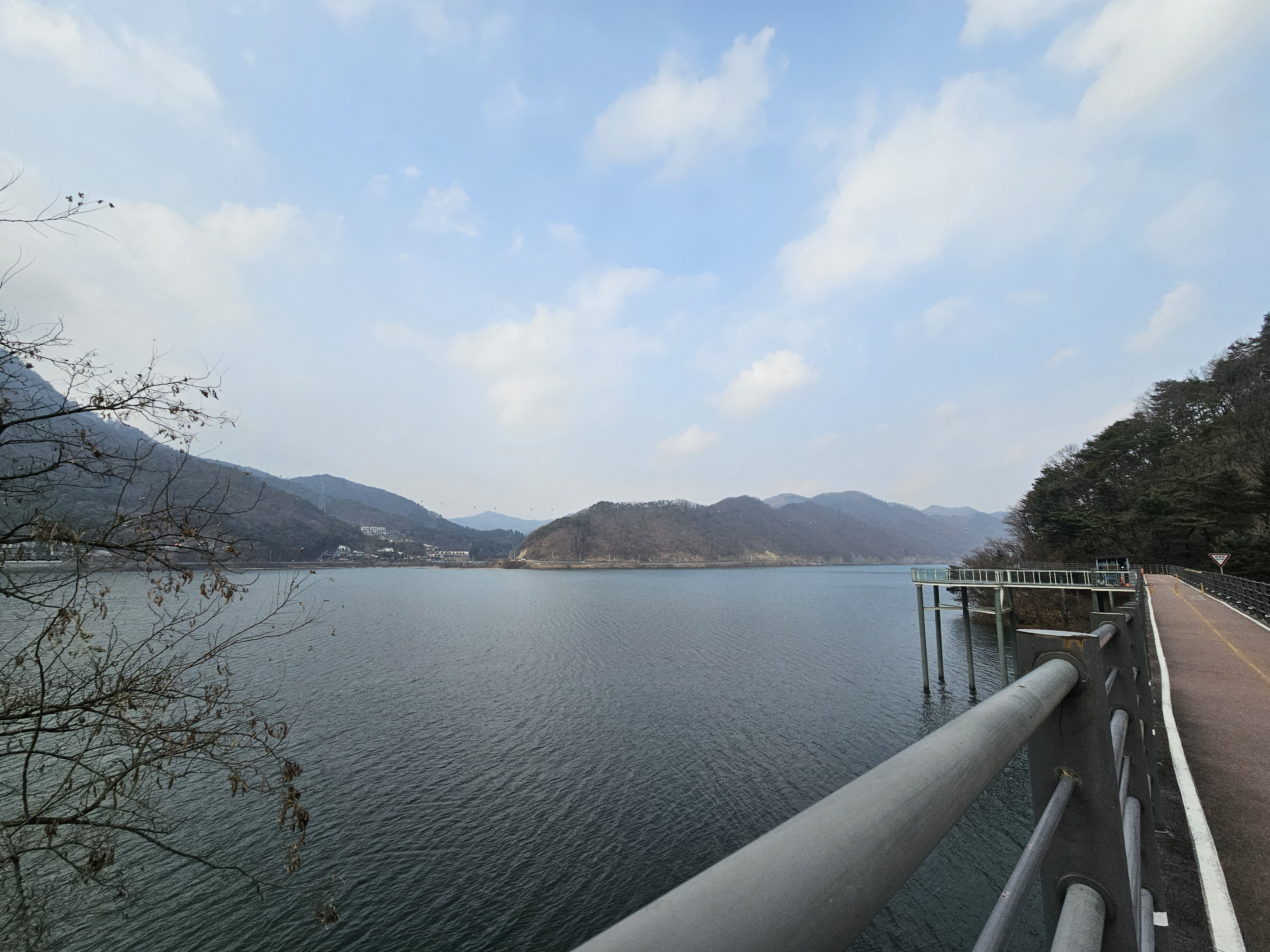
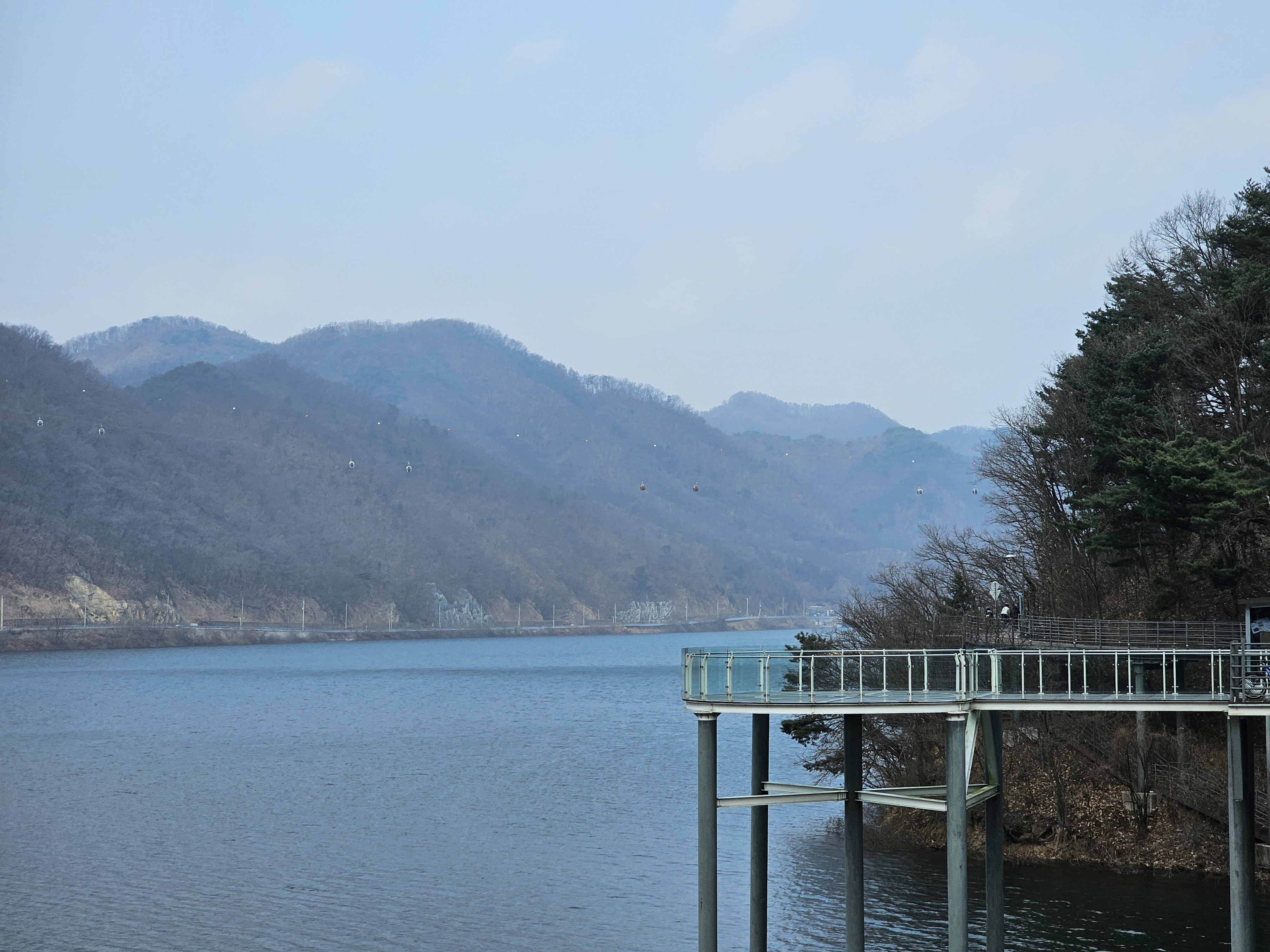
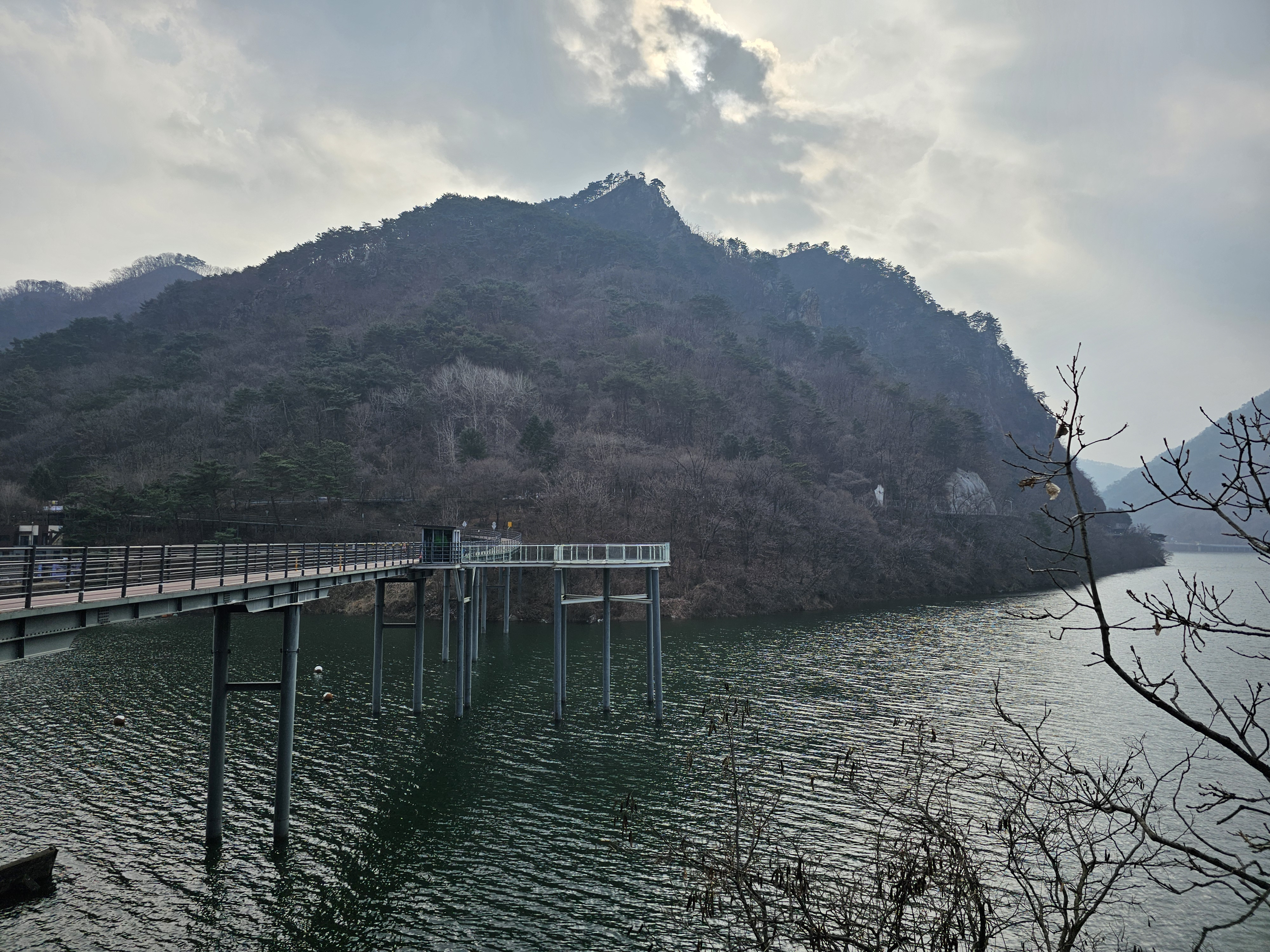
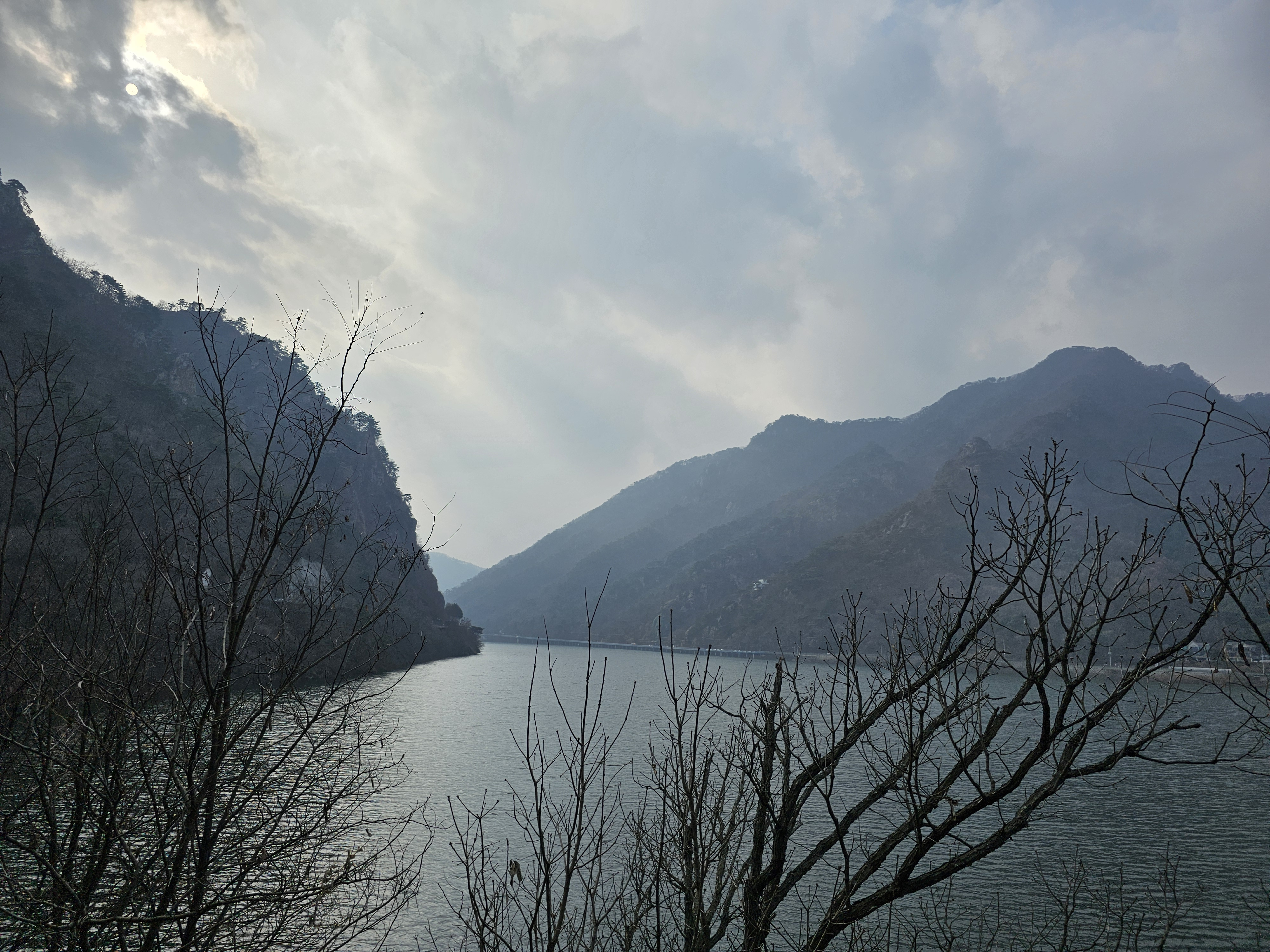
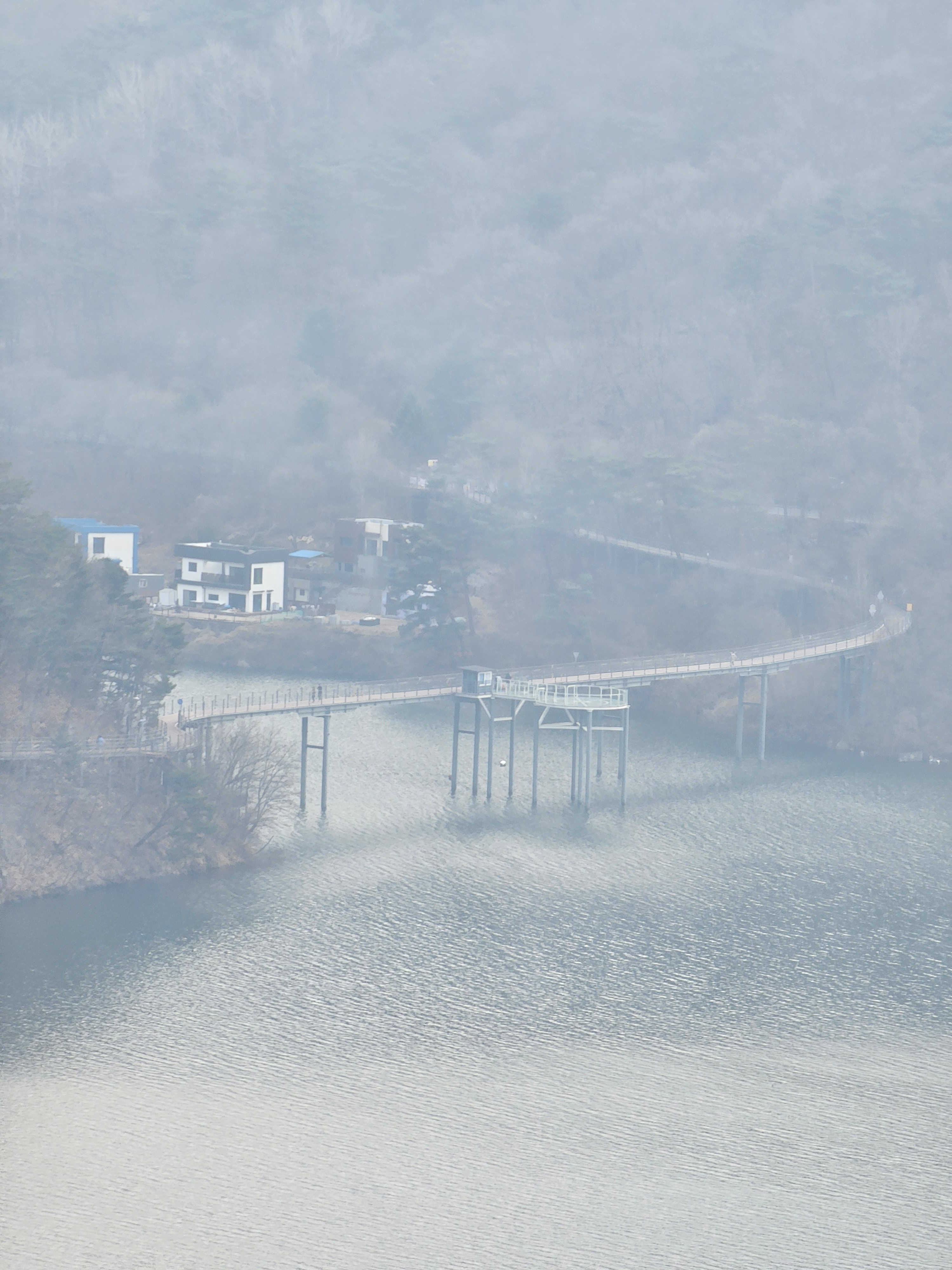
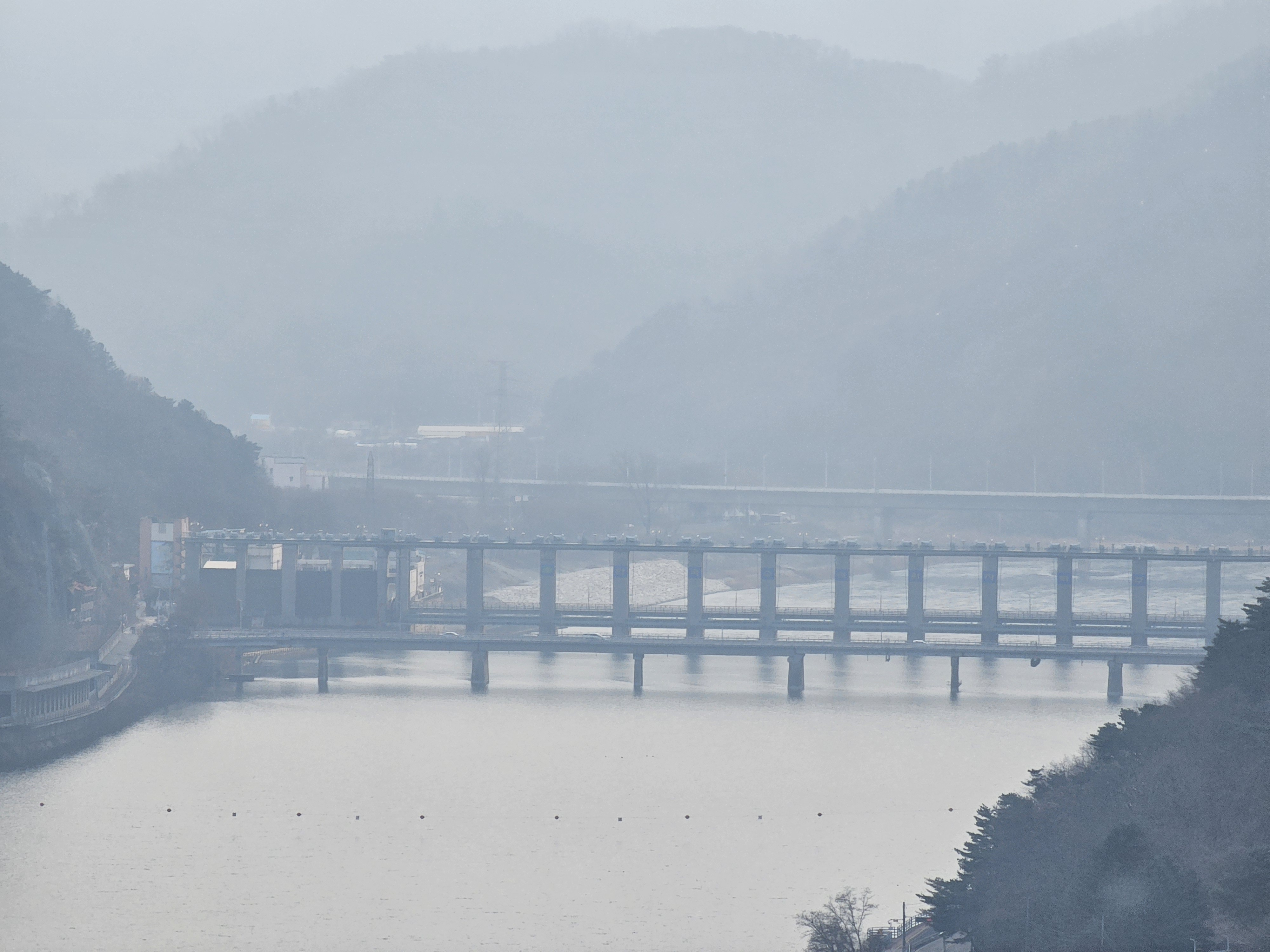

### 붕어섬

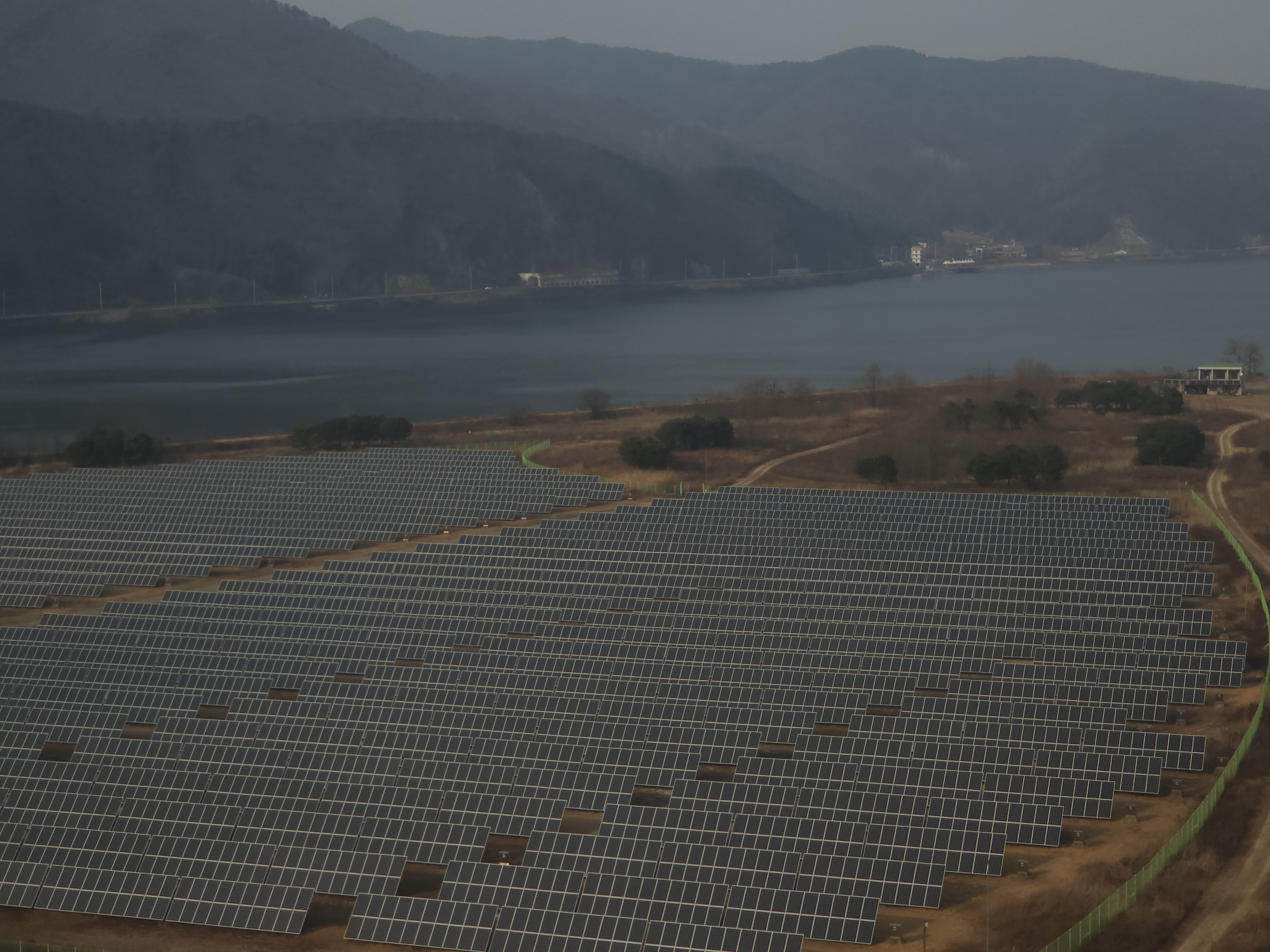
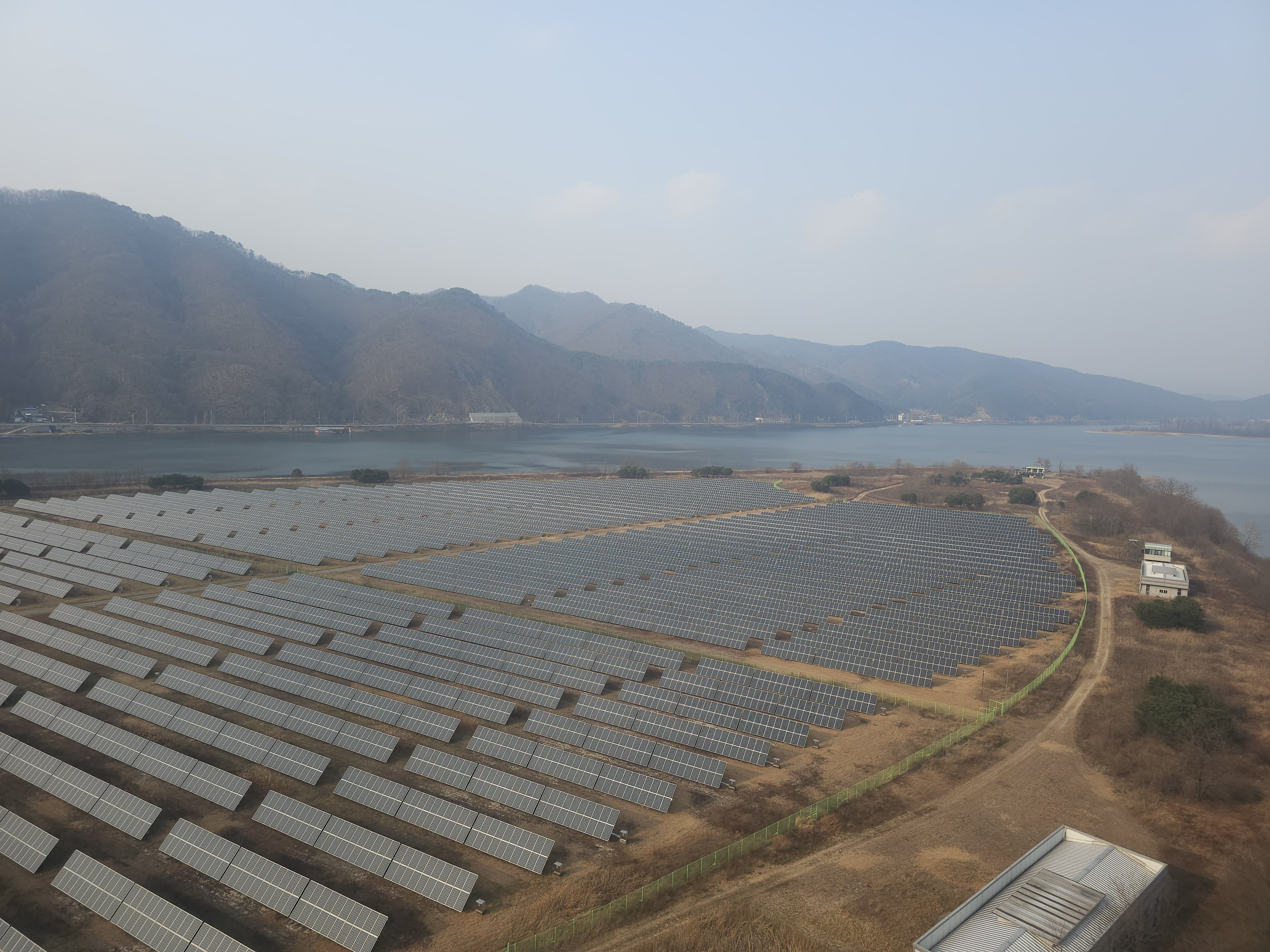
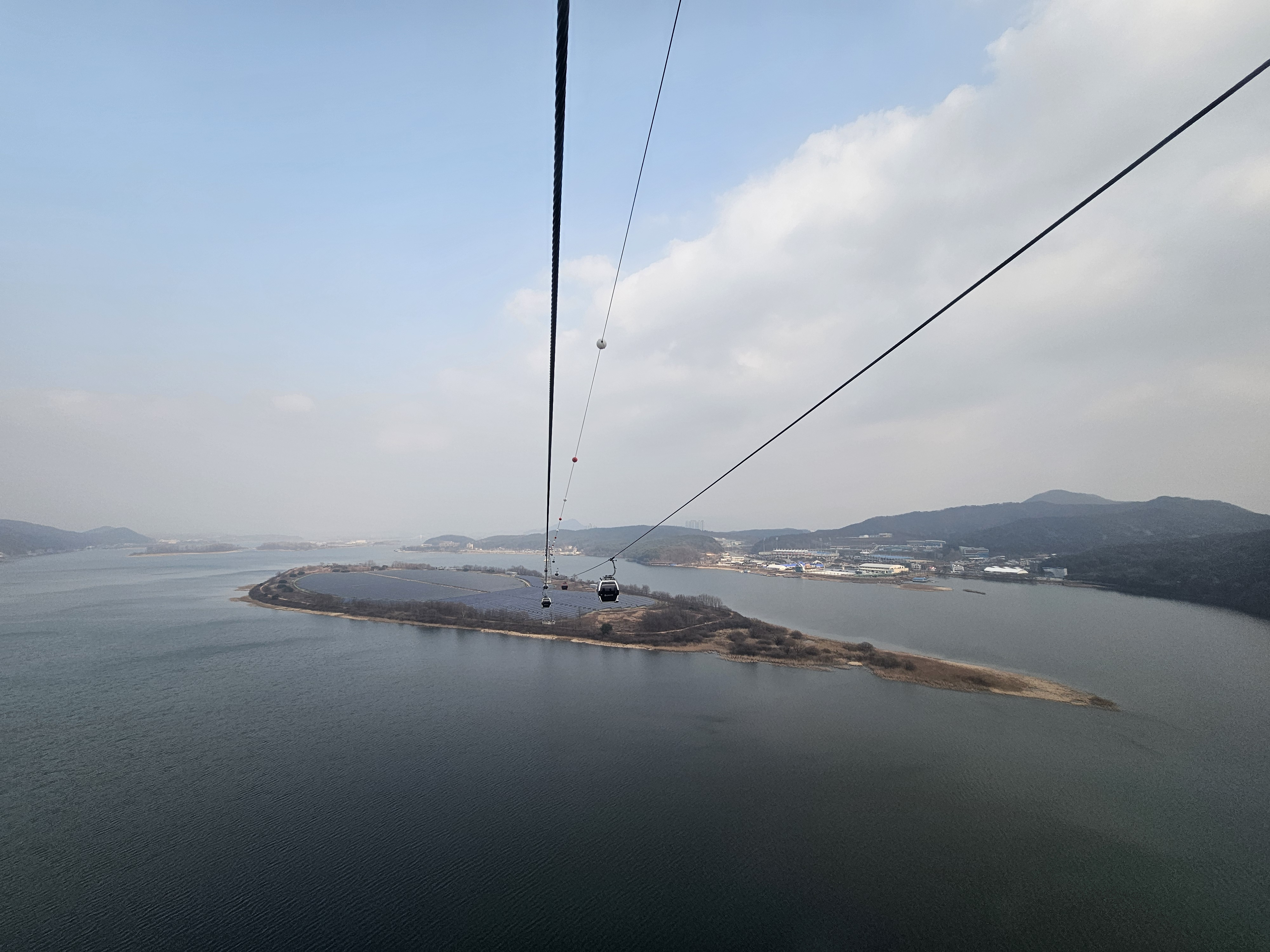
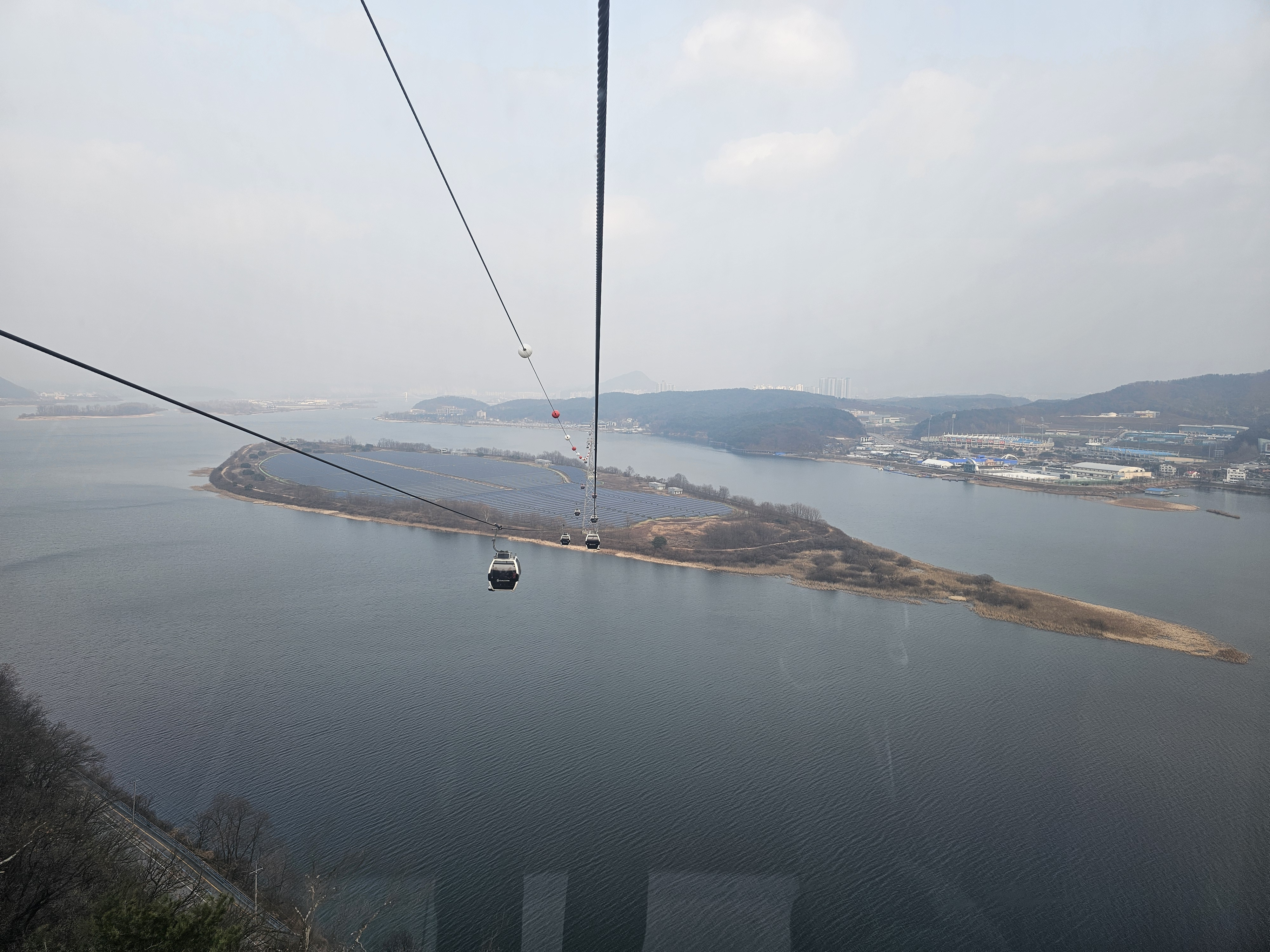

## 같이 보기
- 신연강
- 의암댐
- 춘천시
- 북한강
- 소양강